# Чувари галаксије (филм)
Чувари галаксије (енгл. Guardians of the Galaxy) амерички је научнофантастични суперхеројски филм из 2014. године о тиму суперхероја, снимљен по истоименом Марвеловим стрипу. Редитељ филма је Џејмс Ган, продуцент је Кевин Фајги, а сценаристи су Џејмс Ган и Никол Перлман по стрипу Дена Абнета и Ендија Ланинга. Ово је десети наставак у серији филмова из Марвеловог филмског универзума. Глумачку екипе чине Крис Прат, Зои Салдана, Дејв Баутиста, Вин Дизел, Бредли Купер, Ли Пејс, Мајкл Рукер, Карен Гилан, Џимон Хансу, Џон Си Рајли, Глен Клоус и Бенисио дел Торо. Радња прати Питера Квила који након крађе мистериозне кугле склапа савез са групом аутсајдера који поседују натприродне моћи како би се супротставио зликовцу Ронану који трага за том куглом.
Перлман је започео рад на сценарију за овај филм 2009. године. Кевин Фајги је први пут јавно најавио Чуваре галаксије као потенцијални филм 2010, а Марвел је објавио да је филм у развоју током Сан Дијего Комик Кона у јулу 2012. године. Ган је унајмљен као режисер и сценариста у септембру те године. У фебруару 2013, Прат је добио улогу Питера Квила / Стар Лорда, а остатак глумачке поставе је накнадно потврђен. Снимање је почело у јулу исте године у Енглеској, а завршено је у октобру. Као додатак оригиналној филмској музици коју је компоновао Тајлер Бејтс, филмски саундтрек укључује неколико песама из 1960-их и 1970-их, које је изабрао Ган. Пост-продукција је завршена 7. јула 2014. године.
Филм је премијерно приказан 21. јула 2014. године у Лос Анђелесу, док је у биоскопима почео да се приказује 1. августа исте године. Остварио је критички и комерцијални успех, зарадивши преко 772 милиона долара широм света и постао је најуспешнији суперхеројски, као и трећи најуспешнији филм из 2014. године. У филму су нарочито похваљени сценарио, режија, глума, хумор, музика, визуелни ефекти и акционе сцене. На 87. додели Оскара филм је био номинован за најбоље визуелне ефекте и најбољу шминку, а освојио је награду Хјуго за најбољу драмску презентацију. Снимљена су два наставка: Чувари галаксије 2 (2017) и Чувари галаксије 3 (2023).

## Радња
Године 1988. група ванземаљаца звана Свемирски одметници, отима Питера Квила непосредно након смрти његове мајке. Након 26 година, Питер Квил је на планети Мораг где украде мистичну куглу пре него га нападну војници фанатичног Кри официра, Ронана. Иако Квил успева да побегне, Јонду Удонта, лидер дела Одметника, наређује потеру за Квилом због подигнуте прашине коју је његова крађа изазвала. Ронан шаље плаћеницу Гамору да убије Квила.
Покушај Квила да прода куглу на Ксандару, престоници Царства Нове, пропада јер га Гамора пресреће и краде је. У борбу се укључују генетски модификовани Ракун, Рокет, и хуманоидно дрво, Грут. Снаге Нове одводе сво четворо у Килн, озлоглашени затвор. Снажни затвореник Дракс Разарач покуша да убије Гамору због њене повезаности са Ронаном и Таносом, крвником његове породице. Квил убеђује Дракса да га Гамора може одвести до Ронана, док Гамора говори да је већ издала Ронана и да му никад не би предала моћ коју кугла крије. Након сазнања да Гамора има купца за куглу, Квил, Дракс, Рокет, Грут и Гамора беже из затвора Квиловим бродом, Миланом.
Ронан се среће са Гамориним ''усвојеним'' оцем, Таносом, и обавештава га о Гамориној издаји. Квил и остали путују на планету Знаш-куда, простор без икаквих закона ограничен огромном главом Селестијала, припадника древне свемирске расе. Пијани Дракс провоцира Ронана док се остатак групе састаје са Гамориним контактом, Танелиром Тиваном познатим као Сакупљач.Отворивши куглу, Сакупљач открива да је камен унутар кугле заправо Камен снаге, један од шест Камења бескраја. Камен снаге има моћ да уништи становништво читаве планете. Сакупљачева слушкиња, Карина узима Камен снаге што изазива експлозију која уништава читаву збирку Сакупљача.
Ронан стиже на Знаш-куда и лако порази Дракса, док остатак тима бежи. Потеру за њима предводи Гаморина усвојена сестра, Небула. Небула уништава Гаморин брод и оставља је у бестежинском стању свемира, док Ронанови војници узимају куглу. Пре него Квил контактира Јондуа, оставља Гамори свемирски шлем како би јој спасао живот. Јонду долази и спасава Квила и Гамору. У жељи да спасу своје нове пријатеље, Рокет, Дракс и Грут прете нападом на Јондуов брод. Квил смирује ситуацију и обећава Јондуу куглу са Каменом снаге. Свесни да је сукоб са Ронаном готово сигурна смрт, тим ипак одлучује да не остави Снаге Нове на цедилу. На свом броду, Мрачном Астеру, Ронан узима моћ Камена снаге у себе и прети Таносу да ће убити чим уништи Ксандар. Из осећаја мржње према свом оцу, Небула се придружује Ронану.
Свемирски одметници и Снаге Нове сукобљавају се са Мрачним Астером изнад Ксандара. Квилова група пробија спољашњост Мрачног Астера и улази на брод. Ронан користи Камен снаге да уништи флоту Нове. Гамора успева да порази Небулу, која успе да побегне. Ипак, група је надјачана Ронановом новом моћи све док се Рокет не судари са Мрачним Астером бродом Одметника. Оштећен брод пада на Ксандар. Грут се жртвује за тим и ограничи штету на Ксандару. Ронан почиње са уништењем Ксандара, али је ометен Квилом довољно да Дракс и Рокет да униште Ронанов борбени чекић. Квил хвата Камен снаге голим рукама делећи снагу Камена бескраја са Гамором, Драксом и Рокетом тиме дисинтегрише Ронана.
Квил подваљује празну куглу Јондуу, док Камен снаге предаје Снагама Нове. Напуштајући Ксандар, Јонду коментарише да је исправно проценио што Квила није предао његовом оцу, као што је био договор. Квиловој групи, сада познатој као Чувари галаксије, Снаге Нове бришу криминалну прошлост. Квил сазнаје да је само полуземљанин, јер његов отац припада древној врсти. Он коначно отвара последњи поклон своје мајке и открива музичку касету која садржи њене омиљене песме. Чувари одлазе у ремонтованом Милану са изданком Грута који израста у бебу Грута.
У пост-кредит сцени, Сакупљач седи окружен својом растуреном збирком која сада има само два члана.

## Улоге
| Глумац           | Улога                       |
| ---------------- | --------------------------- |
| Крис Прат        | Питер Квил / Стар Лорд      |
| Зои Салдана      | Гамора                      |
| Дејв Баутиста    | Дракс Разарач               |
| Вин Дизел        | Грут                        |
| Бредли Купер     | Рокет                       |
| Ли Пејс          | Ронан                       |
| Мајкл Рукер      | Јонду                       |
| Карен Гилан      | Небула                      |
| Џимон Хансу      | Корат                       |
| Џон Си Рајли     | Роман Деј                   |
| Глен Клоус       | Ајрани Рејел                |
| Бенисио дел Торо | Танелир Тиван / Колекционар |
| Џош Бролин       | Танос                       |